# Anthonie Waterloo

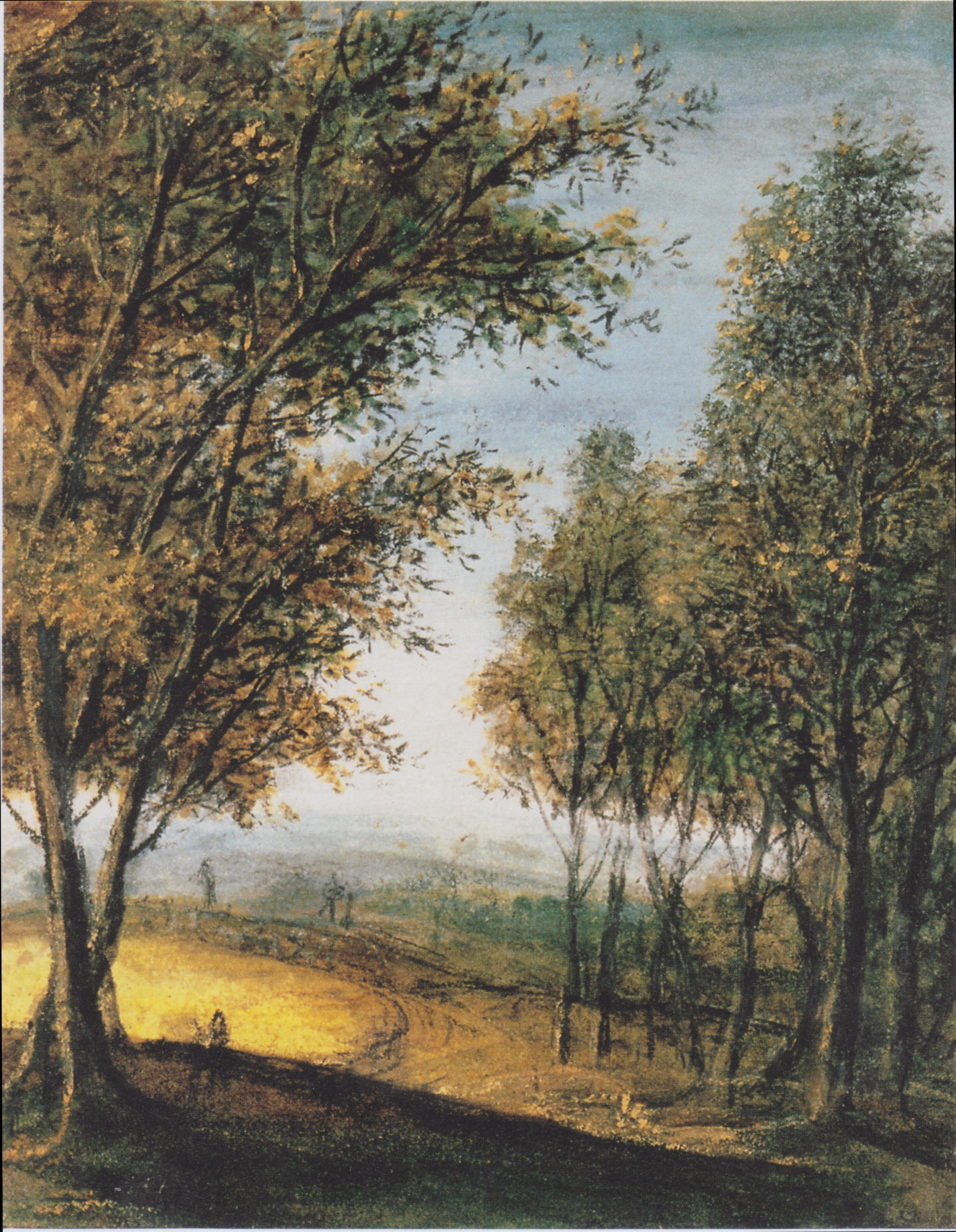
Boslandschap

Anthonie Waterloo (Lille, ged. 6 mei 1609 - Utrecht, begr. 23 oktober 1690) was een Nederlands tekenaar, etser en kunstschilder. Hij is vooral befaamd geworden door zijn prentkunst. Hij vervaardigde voornamelijk afbeeldingen van landschappen.
Waterloo werd geboren in Noord-Frankrijk, vanwaar zijn ouders om religieuze redenen vertrokken naar de noordelijke Nederlanden. Het gezin vestigde zich in Amsterdam. Over de jeugd van de kunstenaar is weinig bekend, evenmin als over zijn opleiding, waarschijnlijk was hij autodidact. Hij trouwde in Amsterdam en verhuisde vervolgens naar Leeuwarden, later weer naar Amsterdam en nogmaals naar Leeuwarden. Uiteindelijk vestigde hij zich definitief in Utrecht.
Anthonie Waterloo was reislustig. Zoals vele kunstenaars in zijn periode reisde hij langs de Rijn en maakte er vele schetsen en etsen. Hij verbleef onder meer in Kleef, Hamburg, Holstein en Luneburg, en bezocht wellicht ook Italië. 
Arnold Houbraken wijdde een artikel aan hem in zijn werk De groote schouburgh der Nederlantsche konstschilders en schilderessen.
De kunstenaar overleed in 1690 in het Sint-Jobsgasthuis in Utrecht.